# Gōshō Aoyama
Pour les articles homonymes, voir Aoyama.
Gōshō Aoyama (青山 剛昌, Aoyama Gōshō), né le 21 juin 1963 à Daiei, dans la préfecture de Tottori, est dessinateur de manga japonais.
Il est notamment connu pour être le mangaka de Détective Conan. Il a également conçu les personnages humains pour la série animée pour enfants Hamtaro.
Il a été le dessinateur de mangas le mieux payé du Japon en 1999.

## Biographie
Né le 21 juin 1963 à Daiei, (regroupé en 2005 avec d'autres villes, elle est désormais nommée Hokuei), l'auteur s'appelle alors Yoshimasa Aoyama (青山・刚昌, Aoyama Yoshimasa). Au CP, il remporte un concours avec une peinture Yukiai War qui sera exposé au grand magasin Daimaru de Tottori.
Il a un grand frère et deux petits frères. Le grand frère est devenu scientifique, son frère cadet dirige une entreprise familiale de réparation tandis que le frère cadet est devenu médecin. Leurs connaissances techniques et scientifiques est une ressource importante pour Gōshō Aoyama quand il cherche des astuces ou histoires pour Détective Conan.
Il est diplômé au lycée d'Ikuei. Il poursuit ses études à l'université Nihon de Tokyo, à la faculté des arts.
En hiver 1986, Aoyama participe à un concours de manga et gagne. Ce fut un tremplin pour sa carrière d'artiste et un tournant dans sa vie.
En 1987, il publie Chotto Mattete (ちょっとまってて) (litt. Attend-moi ou Attend un peu) dans Shōnen Sunday. Suivi de Magic Kaito (まじっく快斗, Magic快斗) l'année d'après.
En 1990, il publie Yaiba (やいば, Raijin-Ken Samurai Yaiba Kurogane) pour lequel il recevra un prix en 1993. La série comporte 24 volumes.
En 1994, il publie Détective Conan (名探偵コナン, Meitantei Conan).
Il s'est marié le 5 mai 2005 avec Minami Takayama, qui double Conan Edogawa dans la version originale de l'anime. Ils divorcent le 10 décembre 2007.
En 2017, l'ensemble de ses séries est éditée à plus de 200 millions d'exemplaires dans le monde.

## Œuvres
- 1987 - Attends-moi (ちょっとまってて, Chotto Mattete?)
- 1988 à aujourd'hui (pause de 2007 à 2011)  - Magic Kaito (まじっく快斗, Magic快斗?)
- 1988 à 1993 - Yaiba (やいば, Raijin-Ken Samurai Yaiba Kurogane?)
- 1993 - Yonban Sādo (4番サード, Yonban Sādo?)
- 1994 à aujourd'hui - Détective Conan (名探偵コナン, Meitantei Conan?)
- Des histoires courtes : (les titres suivants sont en anglais car provenant de wikipédia anglais - voir ci-après)
  - Play It Again (プレイ イット アゲイン?)
  - Excalibur (えくすかりばぁ?)
  - Santa Claus in the summer (夏のサンタクロース, Natsu no Santa Claus?)
  - The detective George's job (Detective George's little little & great operations) (探偵ジョージのミニミニ大作戦, Tantei Jooji no minimini daisakusen?)
  - Wait a Minute (ちょっとまってて, Chotto Mattete?)
  - Shōnen Sunday 19(talk) show "The wandering red butterfly" (サンデー19show さまよえる赤い蝶, Shōnen Sunday 19(tō-ku) show samayoeru akai chō?)
- 2007 - Raconte-moi un mensonge (〜私にウソをついて〜, ~Watashi ni uso o tsuite?)[9]
- 2012 -  AKB48 murder case (AKB48 Satsujin Jiken?): en tant que scénariste, Gotou Masaki étant le dessinateur.

## Prix et récompenses

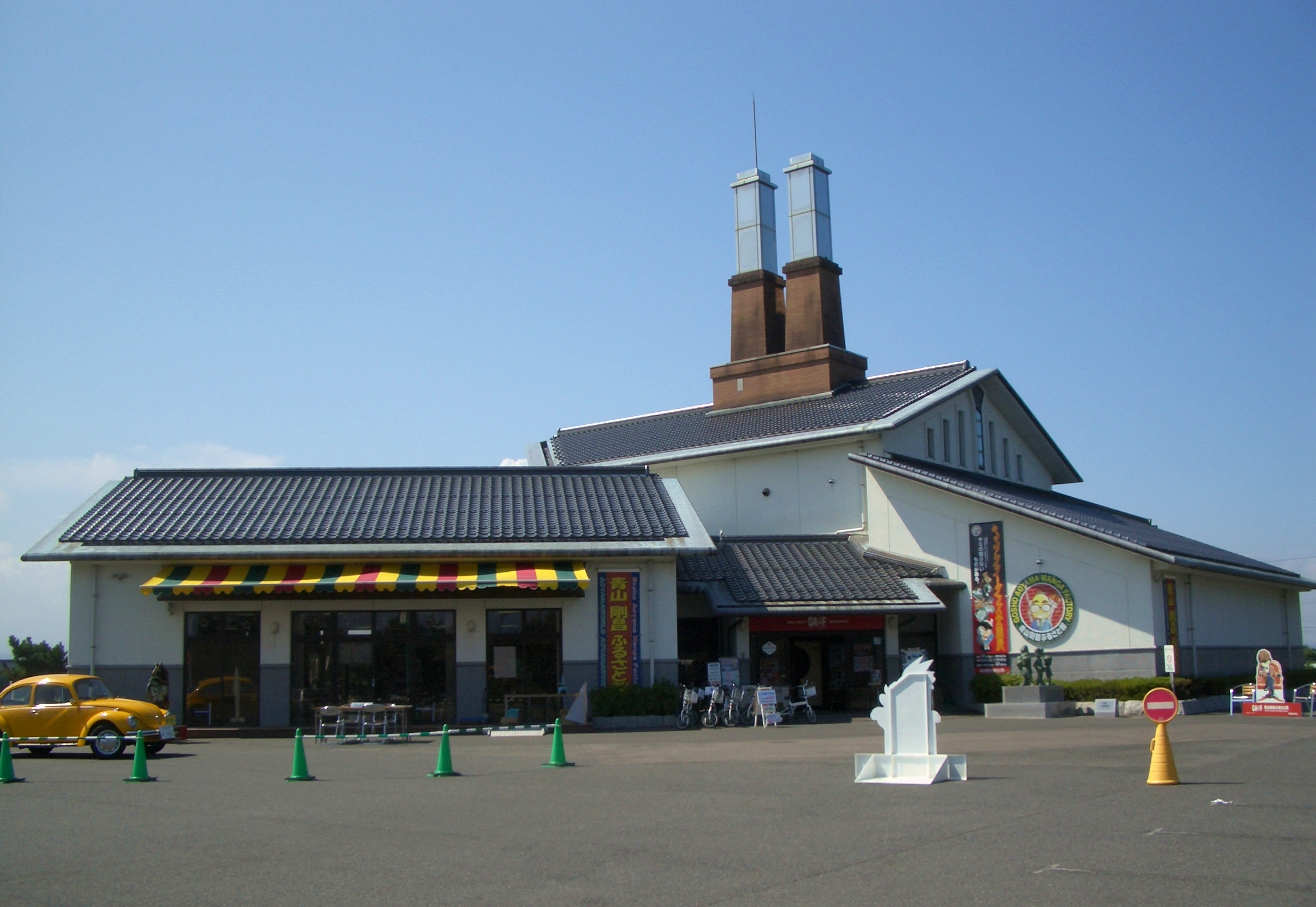
Gosho Aoyama Manga Factory

- 1987 - 19e Prix Shōgakukan des jeunes auteurs de Shôgakukan avec Chotto Mattete[10].
- 1993 - 38e Prix Shōgakukan de Shōnen pour Yaiba.
- 2001 - 46e Prix Shōgakukan de Shōnen pour Détective Conan.

Sa ville natale, Hokuei, a fait plusieurs machi okoshi en l'honneur de sa contribution en tant que mangaka et résident de la ville. Les premiers projets sont le pont de Conan à travers la rivière Yura et les statues de Conan dans la ville : ces deux structures rendent hommage à Conan Edogawa, personnage le plus populaire de Aoyama dans Détective Conan. Le 18 mars 2007, le Gosho Aoyama Manga Factory, un musée qui célèbre la carrière de Aoyama comme un artiste de manga, a ouvert ses portes dans la même ville.